# Jadrin
Jadrin (russisch Я́дрин, tschuwaschisch Етӗрне Etĕrne) ist eine Kleinstadt in der autonomen Republik Tschuwaschien innerhalb des Föderationskreises Wolga (Russland). Sie ist Verwaltungssitz des Rajons Jadrin und hat 9614 Einwohner (Stand 14. Oktober 2010).

## Geographie
Jadrin liegt etwa 680 km östlich von Moskau und etwa 75 km südwestlich der Republikshauptstadt Tscheboksary am linken Ufer der Sura.

## Geschichte
1590 wurde Jadrin erstmals als befestigte Siedlung und Verwaltungszentrum erwähnt. 1781 erhielt Jadrin das Stadtrecht und wurde gleichzeitig zum Verwaltungssitz des gleichnamigen Ujesd (seit 1927 Rajon) erhoben.

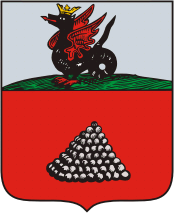
Altes Wappen (1781)

Aus diesem Anlass erhielt Jadrin ein eigenes Wappen. Der geteilte Schild zeigte im oberen Teil das Wappen der Statthalterschaft, nachmals des Gouvernements Kasan, zu dem Jadrin bis 1927 gehörte: in Silber einen schwarzen, rechtsgewendeten Silant (ein drachenartiges tatarisches Fabelwesen) mit roten Flügeln und goldener Krone. Der Inhalt der unteren Schildhälfte – in Rot schwarze Kanonenkugeln, die zu einem Tetraeder aufgetürmt sind – beruht auf einer volksetymologischen Interpretation des Stadtnamens, den man von russisch jadro („Kanonenkugel“) ableiten wollte. Tatsächlich kommt der Name wohl von dem tschuwaschischen Vornamen Jetĕrne, der im Russischen zunächst zu Jadryn, dann zu Jadrin umgeformt wurde. Bei der Neufassung des Wappens 1989 ersetzte man den Kasaner Silant durch ein silbernes und goldenes Ornamentmuster auf rotem Grund, das der tschuwaschischen Volkskunst entlehnt ist und in seiner Mitte das Gründungsdatum der Stadt einfasst.

### Bevölkerungsentwicklung
| Jahr              | Einwohner |
| ----------------- | --------- |
| 1. Hälfte 17. Jh. | 195       |
| Ende 18. Jh.      | um 1.500  |
| Mitte 19. Jh.     | um 2.500  |
| 1897              | 2.454     |
| 1915              | 4.400     |
| 1926              | 3.524     |
| 1939              | 5.447     |
| 1959              | 6.273     |
| 1970              | 6.821     |
| 1979              | 7.304     |
| 1989              | 10.149    |
| 2002              | 10.573    |
| 2010              | 9.614     |

Anmerkung: 1897 und ab 1926 Volkszählungsdaten

## Wirtschaft und Verkehr
Die vorherrschenden Industriezweige sind Maschinenbau, Baustoff- und Nahrungsmittelproduktion (u. a. Milchverarbeitung und Spirituosenherstellung). In Jadrin gibt es eine Brücke über die Sura.

## Sehenswürdigkeiten
Von touristischer Bedeutung sind die Erzengel-Michael-Kirche (Михаило-Архангельская церковь, 18. Jahrhundert) sowie die spätklassizistische Dreifaltigkeits-Kirche (Троицкая церковь, 1829). Daneben sind einige historische Wohn- und Geschäftshäuser des 19. und frühen 20. Jahrhunderts erhalten, darunter ein repräsentatives Bankgebäude in Jugendstilformen.

## Söhne und Töchter der Stadt
- Soja Mironowa (1912–1991), Metallurgin und Diplomatin